# Studniówka
Studniówka – potoczna nazwa balu przedmaturalnego, który odbywa się w przybliżeniu sto dni przed rozpoczynającymi się w maju maturami.
Studniówki zwykle odbywają się w styczniu lub w lutym. W balu udział biorą uczniowie klas maturalnych z osobami towarzyszącymi oraz z zaproszonymi przez nich nauczycielami, którzy uczyli ich przez okres szkoły średniej. Zazwyczaj obowiązują stroje wieczorowe.
Pierwszym tańcem jest polonez, który tańczą maturzyści z zaproszonymi osobami towarzyszącymi oraz niekiedy nauczycielami.